# Lulaiu
Lulaiu (em acádio: mlu-ul-la-a-a; romaniz.: Lullaya, Lullayu ou Lullaiu) foi rei do Antigo Império Assírio que reinou por seis anos. Sucedeu Bazaiu, membro da dinastia Belubani, mas não pertenceu a essa dinastia, pois aparece como "filho de ninguém" nas listas reais. Pode ter sido um usurpador, mas a falta de evidência textual impossibilita confirmar a hipótese. Quiçá assumiu o trono pacificamente, mas a forma como isso se sucedeu é desconhecida. Foi sucedido por Suninua, filho de Bazaiu. A Crônica Sincronística diz que foi coetâneo de Aiadaragalama, rei da dinastia do País do Mar em Cardunias (Babilônia). Não há inscrições de seu reinado.